# F1 2021 (computerspel)
F1 2021 is een racespel van de ontwikkeld door Codemasters. Het spel werd wereldwijd uitgegeven door EA Sports. Het is de twaalfde editie uit de F1-game franchise van Codemasters, en de eerste in de serie gepubliceerd door Electronic Arts onder de EA Sports-divisie sinds F1 Career Challenge in 2003, nadat Codemasters werd overgenomen door Electronic Arts slechts een paar maanden voordat de trailer werd uitgebracht.
De game is op 16 juli 2021 uitgebracht voor Windows, PlayStation 4, PlayStation 5, Xbox One en Xbox Series X/S. De deluxe-editie is drie dagen eerder gelanceerd op 13 juli 2021. Het spel is gebaseerd op het Formule 1-seizoen van 2021.

## Ontwikkeling
Codemasters onthulde F1 2021 op 15 april 2021, met een gloednieuwe verhaalmodus en de aankondiging van de circuits Imola, Portimao en de nieuwkomer Jeddah. De circuits van Marina Bay, Melbourne, Montreal en Suzuka komen allemaal in het spel voor zoals oorspronkelijk bedoeld is, ondanks de annulering van deze races in het echte leven vanwege de aanhoudende COVID-19-pandemie. Het circuit van Shanghai komt ook voor in de game, omdat het deel uitmaakt van de nieuwe Braking Point-modus. Ook bevat het spel een speciale witte Red Bull-livery, die in het echt gebruikt werd tijdens de Grand Prix van Turkije.
Voor het eerst in de carrièremodus is het nu mogelijk voor twee spelers om samen deel te nemen aan de carrièremodus, hetzij als teamgenoten of als rivalen.
In mei 2021 werd aangekondigd dat zeven Formule 1-wereldkampioenen en legendes selecteerbare coureurs zouden zijn in de My Team-modus: Ayrton Senna, Alain Prost, Michael Schumacher, Nico Rosberg, Jenson Button, David Coulthard en Felipe Massa.
De visualisatie die de F1 2021-game biedt, is verbeterd ten opzichte van het voorgaande jaar, op basis van een nauwkeuriger zijspoor van de racearena en de gezichtsuitdrukkingen van de personages in de verhaalmodus.
Spelers kunnen ook hun eigen F1-team vormen via de functie My Team. Via deze functie krijgen spelers te maken met de selectie van sponsors en leveranciers van automotoren en met het rekruteren van teamgenoten. Nieuw in dit speltype voor 2021 was de toevoeging van Department Events, waarbij de speler een scenario krijgt voorgeschoteld dat van invloed is op het team en moet kiezen wat volgens hem de beste beslissing is.

## Braking Point
De game introduceert de verhaalmodus Braking Point, die zich in de tijd van drie jaar afspeelt (het einde van het Formule 2-seizoen 2019, daarna de Formule 1-seizoenen 2020 en 2021). Volgens een verklaring van Codemasters dompelt Braking Point spelers onder in de glamoureuze wereld van de Formule 1 en geeft een voorproefje van de levensstijl zowel op als naast de baan: de rivaliteit, emotie en toewijding die nodig zijn om op het hoogste niveau te concurreren.
Braking Point is gebaseerd op de Netflix-documentaireserie Formula 1: Drive to Survive. Het is ook de derde EA Sports-computerspel met een verhaalmodus na FIFA's The Journey en Madden's The Longshot. Er zijn vijf selecteerbare teams in de modus: Racing Point (later Aston Martin), Scuderia AlphaTauri, Alfa Romeo Racing, Haas en Williams.
De hoofdpersoon van het verhaal is Aiden Jackson, een opkomende Britse Formule 2-ster die de rangen beklimt in de hoop wereldkampioen Formule 1 te worden. Hoewel hij een goed front vormt voor de camera's, worstelt hij buiten de baan om de overstap naar de Formule 1 te maken en strijdt hij tegen de beste coureurs ter wereld. In de inleiding van het verhaal en voor het seizoensgedeelte van 2020 neemt de speler de rol van Jackson op zich.
Ook in de verhaalmodus is de Nederlandse coureur Casper Akkerman, die fungeert als teamgenoot van Jackson. Als ervaren Formule 1-coureur (die enkele kenmerken en eigenschappen deelt met Kimi Räikkönen), is hij volwassener en ervarener dan Jackson. Met een golf van een nieuwe generatie coureurs die de Formule 1-scene binnenstormen, worstelt Akkerman om competitief te blijven in de nadagen van zijn carrière. Hij is getrouwd met Zoe Akkerman, met wie hij een dochter heeft genaamd Lily. Zoe is zich bewust van de offers die haar man brengt om competitief te blijven in de Formule 1. Voor het seizoensgedeelte van 2021 verschuift het perspectief van de speler naar Akkerman.
Devon Butler, een personage dat in F1 2019 een rol had tijdens het scenario met drie races genaamd de Formula 2 Feeder Series, keert terug als Jackson's rivaal. Lukas Weber, ook uit F1 2019, verschijnt buiten het scherm via e-mail, waarin hij verrassend genoeg zegt dat zijn favoriete film in de Cars-franchise de veel bekritiseerde tweede film is.
Welk team de speler ook kiest, het personage Brian Doyle treedt op als een directe contactpersoon voor de teambaas van het gekozen team.

### Verhaal
Na het winnen van het Formule 2-kampioenschap van 2019 met Carlin, verzekert Aiden Jackson een plek met een Formule 1-team voor het seizoen 2020. Jackson heeft echter een stroeve start van zijn Formule 1-carrière als hij contact maakt met zijn teamgenoot Casper Akkerman in de seizoensopener in Australië. Jackson weigert toe te geven dat het contact zijn schuld was, wat Akkerman frustreerde. Wat de twee niet wisten, was dat rivaliserende coureur Devon Butler dat incident had veroorzaakt door het in een bocht drie-breed te maken. Om het nog erger te maken, zorgt Butler zelf voor spanningen tussen Jackson en Akkerman, die tijdens de Grand Prix van China beginnen op te lopen, waar Akkerman Jackson van de baan dwingt nadat hij hem heeft ingehaald.
In het midden van het seizoen heeft het team nog steeds moeite in het constructeurskampioenschap, omdat Jackson nog steeds niet in staat is om met Akkerman overweg te gaan. Hun relatie blijft verslechteren wanneer Akkerman erachter komt dat Jackson de vernieuwde krachtbron heeft gekregen in plaats van hem. Het team gaat naar Mexico, nog steeds wanhopig op zoek naar punten om hun plaats boven de rest van de middenveldteams veilig te stellen, maar hun hoop wordt verbrijzeld wanneer Jackson en Akkerman, niet bereid hun posities op te geven, in botsing komen en elkaar uitschakelen. Na de race berispt Brian Doyle de twee streng en herinnert hen eraan dat het team groter is dan hun problemen, maar dreigt hen beiden uit het team te ontslaan als ze meer problemen met elkaar blijven veroorzaken.
De spanningen gaan door naar het seizoen 2021. Akkerman is gefrustreerd en heeft het gevoel dat het team Jackson lijkt te gaan behandelen als de nummer één coureur, aangezien hij prioriteiten krijgt bij zowel de kwalificatie als de pitstrategie. Bij de Grand Prix van Canada weigert Akkerman Jackson te laten passeren, wat resulteert in een verhitte discussie tussen de twee coureurs in de paddock, waarbij Akkerman per ongeluk zijn pensioen aankondigt (hoewel Akkerman later verduidelijkt dat hij al van plan was om aan het begin van het seizoen met pensioen te gaan en het niet werd veroorzaakt door het incident zoals Jackson leek te geloven). De sterke prestaties van Akkerman houden het team in de strijd, maar de spanningen tussen de twee coureurs vertonen nog geen tekenen van oplossing.
Tijdens het teamdiner brengt Doyle Akkerman en Jackson samen om hun problemen te bespreken. De twee komen er uiteindelijk achter dat hun vijandigheid tegen elkaar eigenlijk werd aangewakkerd door valse geruchten en roddels verspreid door Devon Butler. Akkerman is boos dat hij al die tijd blindelings de leugens van Butler had geloofd, en hij betreurt zijn goedgelovigheid. Nu hun meningsverschillen zijn opgelost en hun vete achter de rug is, werken Akkerman en Jackson samen om het team van Butler te verslaan en hun team naar de vierde plaats in het constructeurskampioenschap te brengen.
Bij de laatste race in Abu Dhabi stopt de teamgenoot van Butler vanwege mechanische problemen. Hiervan profiterend, leidt Akkerman Butler naar het laatste deel van de race. Bij een inhaalpoging komt Butler in aanvaring met Akkerman, waarbij beiden grote schade aan hun auto's oplopen. Nu Butler uit de race is, kan Akkerman nog steeds doorgaan en geeft hij zijn positie op aan Jackson, waarbij hij een radiobericht doorgeeft dat hij de race op het podium moet beëindigen. Jackson komt met succes op het podium en de twee coureurs vieren het samen na de race.
Een scène na de aftiteling onthult dat Jackson onderhandelt over een contract om voor een van de grote teams (Mercedes, Red Bull Racing of Ferrari) te rijden.

## Ontvangst
| Recensiescore       | Recensiescore                                  |
| Recensieverzamelaar | Score                                          |
| ------------------- | ---------------------------------------------- |
| Metacritic          | PC: 86/100 PS4: 83/100 PS5: 85/100 XSX: 88/100 |
| Publicist           | Score                                          |
| Eurogamer           | 4/5                                            |
| IGN                 | 8/10                                           |
| PC Gamer            | 91/100                                         |
| Power Unlimited     | 86/100                                         |
| XGN                 | 8,5/10                                         |

F1 2021 ontving over het algemeen gunstige beoordelingen voor PC, PlayStation 4, 5 en Xbox Series X, volgens recensie-aggregator Metacritic.
Het spel werd ook genomineerd voor Beste sport/racespel bij The Game Awards 2021.

## Rolverdeling
De Nederlandse versie werd geregisseerd door Ron Schriek, Jurjen van Loon en René Overhorst.
| Personage                                                               | Originele stem                          | Nederlandse stem  |
| ----------------------------------------------------------------------- | --------------------------------------- | ----------------- |
| F1 commentator 1 (Engels: David Croft) (Nederlands: Olav Mol)           | David Croft                             | Olav Mol          |
| F1 commentator 2 (Engels: Anthony Davidson) (Nederlands: Bas van Damme) | Anthony Davidson                        | Mattijn Hartemink |
| F2 commentator 1 Alex Jacques                                           | Alex Jacques                            | Levi van Kempen   |
| F2 commentator 2 Davide Valsecchi                                       | Davide Valsecchi                        | Huub Dikstaal     |
| Claire (journalist)                                                     | Jodie McGregor                          | Fé van Kessel     |
| Emma (agent)                                                            | Nathalie Cox                            | Roos de Kok       |
| Aiden Jackson                                                           | Aiden Felgate                           | Florens Eykemans  |
| Casper Akkerman                                                         | Christopher Dane                        | Jelle Amersfoort  |
| Devon Butler                                                            | Daniel Ben Zenou                        | Jop Joris         |
| Brian Doyle                                                             | Jerry Anderson                          | Stan Limburg      |
| Zoe Akkerman                                                            | Kerry Bennett                           | Eva Damen         |
| Lily Akkerman                                                           |                                         | Saar van Aken     |
| Aidens moeder                                                           |                                         | Roos de Kok       |
| Lando Norris                                                            | Lando Norris                            | Florens Eykemans  |
| R&D                                                                     | James Alexander Andre Refig Shaun Mason | Jurjen van Loon   |
| Speler (mannelijk)                                                      | Brad Porter                             | Steijn de Leeuwe  |
| Speler (vrouwelijk)                                                     | Christie Porter                         | Fé van Kessel     |

F1 2010 · F1 2011 · F1 2012 · F1 2013 · F1 2014 · F1 2015 · F1 2016 · F1 2017 · F1 2018 · F1 2019 · F1 2020 · F1 2021 · F1 2022 · F1 2023 · F1 2024